# Enyhely
Az enyhely kezdetleges menedék az időjárás ellen, a vadászó-gyűjtögető és pásztornépek egyszerű, ideiglenes szállása.
A magyar népi építészetben a pusztán élő pásztor legkezdetlegesebb, hordozható hajléka. Tulajdonképpen két oldalán egy-egy karóval ferdén feltámasztott, közelítően 2×2 vagy  2×3 méteres, vesszőből font vagy nádból korcolt lap, esetleg deszkatábla, amely alatt gúnyájukat és készségeiket tartották a pásztorok, illetve ide húzódtak esős, szeles időjárás esetén. Jellemzően a Kiskunság, valamint az Észak-Tiszántúl (Rétköz, Nyírség, Hajdúság, Hortobágy) pásztornépe használta, de erdősült vidékeken a favágók is hasonló alkalmatosságot használtak az időjárás elleni védelmül. A Rétközben ismert neve ekhó volt.
Az alföldi népnyelv enyhely elnevezéssel illette a jószágoknak védelmet nyújtó, természet kialakította helyeket is.